# Aimé Anthoni
Pour les articles homonymes, voir Anthoni.
Aimé Anthoni  est un acteur belge néerlandophone né le 10 avril 1948 à Wilrijk.
Il vit actuellement à Eindhoven en Zélande aux Pays-Bas.
Il est principalement connu pour son rôle de Kabouter Klus, dans la série télévisée pour enfants Kabouter Plop.